# 隆回站
隆回站，位于中华人民共和国湖南省邵阳市隆回县桃洪镇大花村，是怀衡铁路上的火车站，于2018年12月26日启用，由中国铁路广州局集团有限公司管辖。

## 車站周邊
- 湘职业中专学校

## 歷史
- 2018年12月26日启用。

## 外部連結
- 中国铁路客户服务中心 （页面存档备份，存于）